# Scampitella
Scampitella község (comune) Olaszország Campania régiójában, Avellino megyében.

## Fekvése
A megye keleti részén fekszik. Határai: Anzano di Puglia, Bisaccia, Lacedonia, Sant’Agata di Puglia, Trevico, Vallata és Vallesaccarda.

## Története
Első említése a 13. századból származik. A következő századokban nemesi birtok volt. A 19. században nyerte el önállóságát, amikor a Nápolyi Királyságban felszámolták a feudalizmust.

## Népessége
A népesség számának alakulása:

## Főbb látnivalói
- Santa Maria della Consolazione-templom